# North Savernake
North Savernake var en civil parish från 1858 till 1934 då den blev en del av Savernake och Marlborough, i grevskapet Wiltshire, i England. Civil parish var belägen 17 km från Swindon och hade 230 invånare år 1931.